# Brandãoïta
La brandãoïta és un mineral de la classe dels fosfats. Rep el nom del professor Paulo Roberto Gomes Brandão (nascut el 26 de gener de 1944), del departament d'enginyeria de mines de la Universitat Federal de Minas Gerais (UFMG).

## Característiques
La brandãoïta és un fosfat de fórmula química BeAl₂(PO₄)₂(OH)₂(H₂O)₅. Va ser aprovada com a espècie vàlida per l'Associació Mineralògica Internacional l'any 2017, sent publicada per primera vegada el 2019. Cristal·litza en el sistema triclínic. La seva duresa a l'escala de Mohs és 6.
L'exemplar que va servir per a determinar l'espècie, el que es coneix com a material tipus, es troba conservat a les col·leccions mineralògiques del departament d'història natural del Museu Reial d'Ontario, a Ontario (Canadà), amb el número de catàleg: m57443.

## Formació i jaciments
Va ser descoberta a João Firmino claim, a la localitat de Linópolis, dins de Divino das Laranjeiras (Minas Gerais, Brasil). Es tracta de l'únic indret de tot el planeta on ha estat descrita aquesta espècie mineral.